# Бояринцев, Леонид Андреевич
Леони́д Андре́евич Боя́ринцев (укр. Леонід Андрійович Бояринцев; 18 сентября 1982, Иловайск, Донецкая область, СССР) — украинский футболист, защитник.

## Карьера
Начал карьеру 2 июня 2000 года в составе алчевской «Стали», но сыграв только один матч за основу, был переведён во второй состав, который играл во Второй лиге Украины. В 2002 году снова вернулся в основной состав алчевской «Стали», в которой отыграл сезон и перешёл в мариупольский «Мариуполь», за который дебютировал 15 июля 2004 года, выйдя на замену в матче против ужгородского «Закарпатья». В 2007 году потерял место в основе и был переведён в «Ильичёвец-2». 29 марта 2009 года в матче против киевской «Оболони» дебютировал за «Нефтяник-Укрнефть» из Ахтырки.